# Eatonton
Eatonton ist eine City und zudem der County Seat des Putnam County im US-Bundesstaat Georgia mit 6480 Einwohnern (Stand: 2010).

## Geographie
Eatonton liegt etwa 100 Kilometer südöstlich von Atlanta.

## Geschichte
Die Stadt wurde 1809 gegründet. Sie ist nach William Eaton benannt, einem Diplomaten und General im Amerikanisch-Tripolitanischen Krieg. Vor Ankunft der ersten Europäer befand sich an derselben Stelle der Ort Cusseta, eine Siedlung der Creek-Indianer.
Im 19. und zu Beginn des 20. Jahrhunderts lebte die Stadt vor allem von Baumwollanbau und -verarbeitung sowie von der Milchwirtschaft (englisch dairy-farming), welcher sie ihren Spitznamen „Dairy Capital of Georgia“ verdankt. Wichtigster Arbeitgeber in der heutigen Zeit ist die Bauindustrie, während die Milchverarbeitung nach wie vor eine Rolle spielt.
Während des Bürgerkrieges diente die Stadt als Aufnahmelager verwundeter Soldaten. Die Stadt wurde 1864 von Unionssoldaten unter dem Kommando William T. Shermans während seines Marschs zum Meer schwer beschädigt.

## Demographische Daten
Laut der Volkszählung von 2010 verteilten sich die damaligen 6480 Einwohner auf 2411 bewohnte Haushalte, was einen Schnitt von 2,62 Personen pro Haushalt ergibt. Insgesamt bestehen 2744 Haushalte.
69,2 % der Haushalte waren Familienhaushalte (bestehend aus verheirateten Paaren mit oder ohne Nachkommen bzw. einem Elternteil mit Nachkomme) mit einer durchschnittlichen Größe von 3,16 Personen. In 37,9 % aller Haushalte lebten Kinder unter 18 Jahren sowie in 27,1 % aller Haushalte Personen mit mindestens 65 Jahren.
29,6 % der Bevölkerung waren jünger als 20 Jahre, 24,7 % waren 20 bis 39 Jahre alt, 26,9 % waren 40 bis 59 Jahre alt und 19,0 % waren mindestens 60 Jahre alt. Das mittlere Alter betrug 36 Jahre. 46,2 % der Bevölkerung waren männlich und 53,8 % weiblich.
34,7 % der Bevölkerung bezeichneten sich als Weiße, 57,3 % als Afroamerikaner, 0,2 % als Indianer und 0,5 % als Asian Americans. 5,9 % gaben die Angehörigkeit zu einer anderen Ethnie und 1,4 % zu mehreren Ethnien an. 8,1 % der Bevölkerung bestand aus Hispanics oder Latinos.
Das durchschnittliche Jahreseinkommen pro Haushalt lag bei 34.298 USD, dabei lebten 27,0 % der Bevölkerung unter der Armutsgrenze.

## Sehenswürdigkeiten

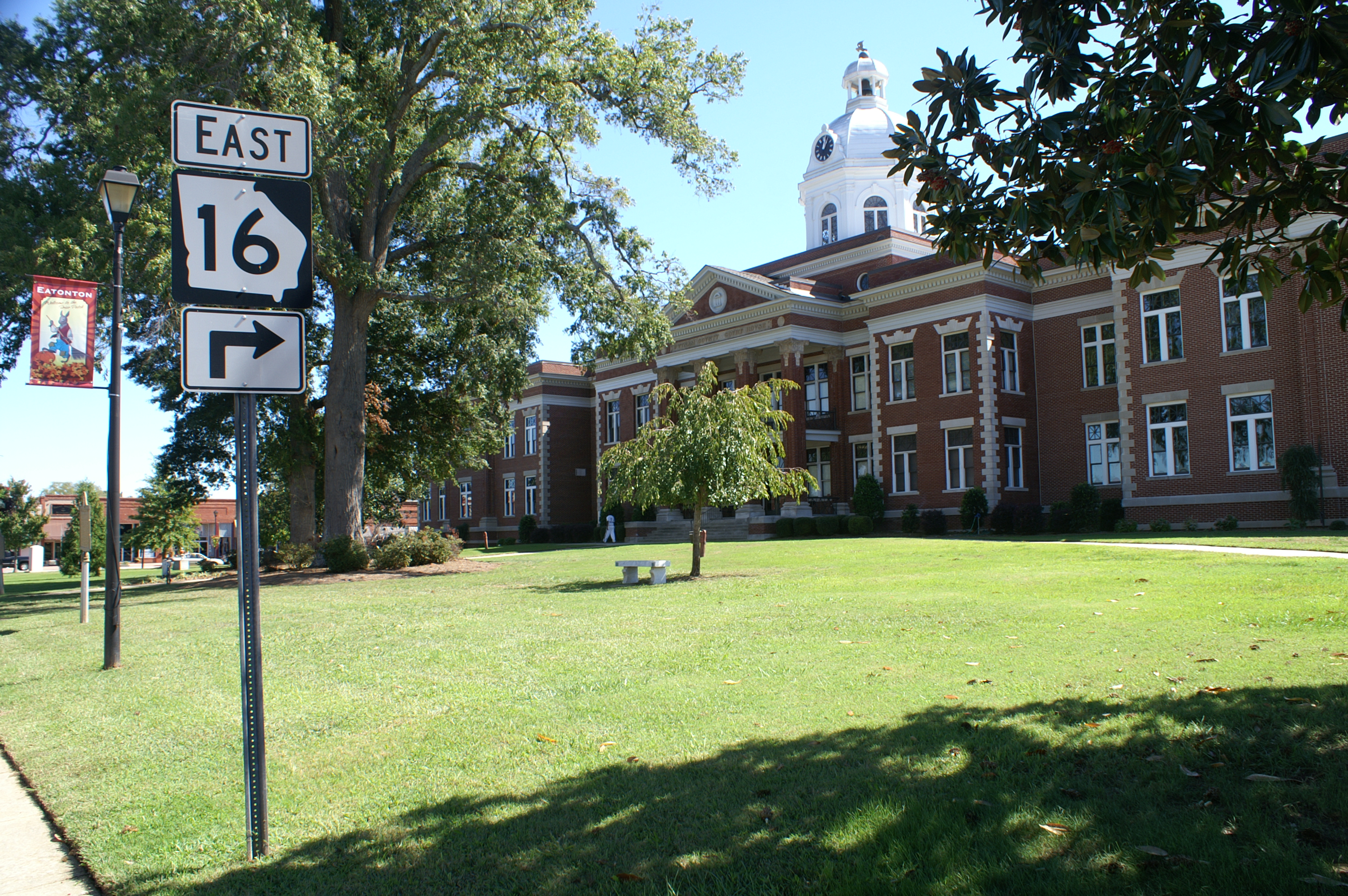
Putnam County Courthouse

Folgende Objekte in Eatonton sind mit Stand von 2025 im National Register of Historic Places verzeichnet:
- Eatonton Historic District
- Gatewood House
- Rock Eagle Site
- Rockville Academy and St. Paul Methodist Church Historic District
- Singleton House
- Strong-Davis-Rice-George House
- Tompkins Inn
- Turnwold
- Woodland

## Öffentliche Einrichtungen
Die Stadt verfügt über eine öffentliche und eine private High School sowie über ein Krankenhaus, das Putnam General Hospital.

## Verkehr
Eatonton wird von den U.S. Highways 129 und 441 sowie von den Georgia State Routes 16 und 44 durchquert.
Der nächste Flughafen ist der rund 120 Kilometer nordwestlich gelegene Hartsfield–Jackson Atlanta International Airport.

## Söhne und Töchter der Stadt

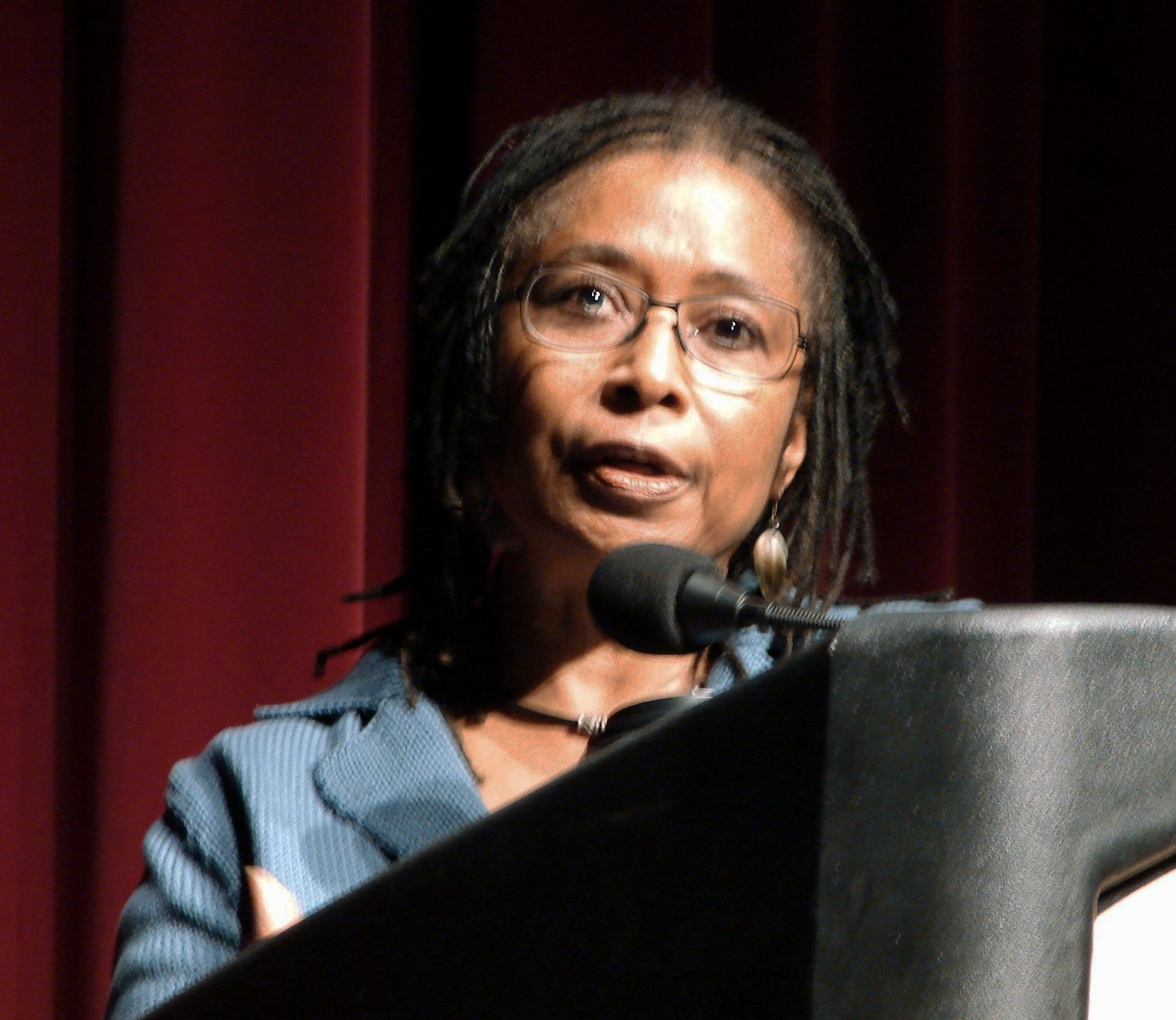
Alice Walker

- Thomas Hardeman (1825–1891), Politiker
- Lucius Quintus Cincinnatus Lamar (1825–1893), Hochschullehrer, Oberstleutnant, Diplomat und Politiker
- Thomas G. Lawson (1835–1912), Politiker
- Joel Chandler Harris (1848–1908), Journalist und Schriftsteller
- Peg Leg Howell (1888–1966), Blues-Gitarrist, Sänger und Songschreiber
- David C. Driskell (1931–2020), afroamerikanischer Künstler und Kunsthistoriker
- Alice Walker (* 1944), Schriftstellerin und politische Aktivistin